# Phymatosorus longissimus
Phymatosorus longissimus är en stensöteväxtart som först beskrevs av Bl., och fick sitt nu gällande namn av Pichi-serm. Phymatosorus longissimus ingår i släktet Phymatosorus och familjen Polypodiaceae. Inga underarter finns listade.